# 福賈省
福賈省（義大利語：Provincia di Foggia）是意大利普利亚大区的一個省。面積7,190平方公里，2005年人口686,856人。首府福賈。
下分61市鎮。
農業是福賈省經濟的支柱。該省亦有「意大利的糧倉」的暱稱。當地每年生產200萬噸番茄。歐洲大多數罐裝去皮番茄都來自福賈省。